# Diosa Nix
Diosa Nix eller enbart Nix, född 26 augusti 2002 i Mexico City, är en mexikansk fribrottare. 
Hon inledde karriären i september 2016 och har sedan dess brottats flitigt på den oberoende scenen i Mexico City, bland annat i Arena San Juan Pantitlán och Arena Neza, men inte minst för Big Lucha, ett förbund och kollektiv grundat av Bandido i Ixtapalapa i östra Mexico City. För dem har hon bland annat brottats på Zocalo inför en publik på över 10 000 åskådare. Namnet Nix antog hon cirka år 2020, tidigare brottades hon under namnet Lady Hades. Hon har hyllats för sin akrobatiska stil i ringen och har en bakgrund inom gymnastik.
Den första maj 2023 vann hon WWS World Title Tournament i det Japan-affilierade förbundet Women Wrestling Stars. Nix har även brottats sporadiskt för Mexikos näst största förbund, Lucha Libre AAA Worldwide.
Hon tränades av Caballero Aguila, Irma Gonzalez, hennes far Rey Hades och Doctor Muerte. Hon gestaltar en tecnico, det vill säga en god karaktär, till skillnad från en rudo som är de onda. Nix brottas med en fribrottningsmask och hennes identitet är inte känd av allmänheten, vilket är vanligt inom lucha libre.